# Moschea Odalar
La moschea Odalar (in turco Odalar Câmîi, che significa "moschea delle caserme" a causa dei vicini alloggiamenti dei Giannizzeri sposati edificati in questo quartiere nel XVIII secolo. Anche: Kemankeş Mustafa Paşa Câmîi) era una moschea ottomana di Istanbul. L'edificio era originariamente una chiesa ortodossa bizantina di dedica sconosciuta. Nel 1475, dopo la caduta di Costantinopoli (1453), divenne una chiesa cattolica romana, dedicata a santa Maria di Costantinopoli, finché nel 1640 fu finalmente convertita in una moschea dagli Ottomani. La moschea fu distrutta da un incendio nel 1919 e da allora è caduta in rovina. Nel 2011 di essa rimanevano solo alcuni muri, nascosti tra edifici moderni.

## Posizione
Le rovine dell'edificio si trovano ad Istanbul, nel quartiere di Fatih, nella mahalle di Salmatomruk, non lontano da Edirnekapı (l'antica Porta di Carisio), più o meno a metà strada tra il museo di Chora e la moschea Fethiye. I pochi resti si trovano in un cortile e sono accessibili attraverso gli isolati moderni edificati su Müftu Sokaĝi 20-22.

## Storia

### Età bizantina
Tra il nono e il decimo secolo sulla cima del sesto colle di Costantinopoli, su un altopiano che è limitato dalla cisterna di Ezio (ora campo di calcio) e dall'edificio bizantino non identificato denominato in epoca ottomana come Boğdan Sarayi, fu eretta una chiesa dotata di un sotterraneo e di una cripta. La dedica di questo edificio è incerta, ma probabilmente faceva parte di un complesso che comprendeva anche l'odierna moschea di Kasım Ağa e la Cisterna di İpek, ed era quasi certamente il katholikon di un monastero. L'edificio fu identificato per lungo tempo come la Theotokos en te Petra, ma senza prove conclusive. Durante il periodo bizantino, diversi monasteri esistevano nella zona; il monastero di Manuele, quello dedicato a san Giovanni a Petra, e il convento dedicato alla Theotokos Kecharitomene ("piena di grazia" o "favorita (da Dio)"). Quest'ultimo fu fondato all'inizio del XII secolo dall'imperatrice Irene Ducaena, ed è conosciuto soprattutto per il suo typikon dettagliato e ancora esistente. La vicina chiesa della Theotokos tas Kellararias, utilizzata dalle suore del Karithomene come luogo di sepoltura, e quella di Hagios Nikolaos, entrambi citati nel dittico del convento, sono possibili candidati per l'identificazione. Inoltre, la moschea di Odalar potrebbe anche essere identificata con una vicina chiesa dedicata ai santi Sergio e Bacco, che si trovava "plesion tes Aetiou kinsternes" (in greco: "vicino alla cisterna di Aetios": da non confondersi con l'omonima chiesa che si trova vicino a Santa Sofia) a causa della scoperta nelle vicinanze di un capitello monogrammato (sfortunatamente non trovato in situ).
Tra il 1150 e il 1175 sopra la vecchia chiesa (probabilmente distrutta da un incendio o minacciata da una frana) fu costruita una nuova chiesa dalla pianta a croce inscritta.

### Età Ottomana

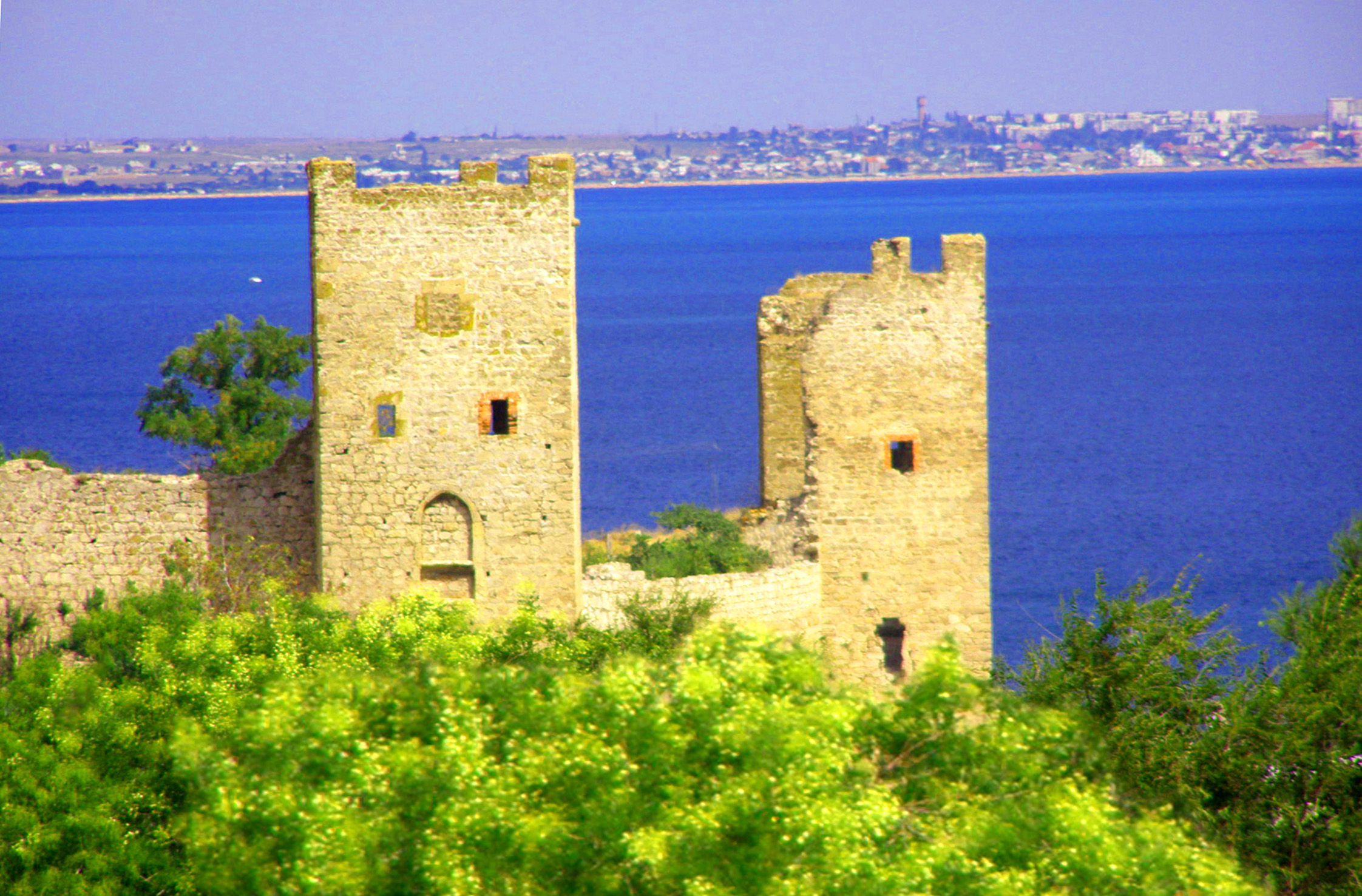
La Fortezza genovese di Caffa. Da qui furono deportati gli italiani che popolarono il Kefeli Mahalle ad Istanbul

La storia documentata dell'edificio inizia nel 1475, poco dopo la caduta di Costantinopoli, quando il sultano Mehmed II conquistò la colonia genovese di Caffa, in Crimea. Circa 40000 abitanti latini, greci, armeni ed ebrei che vivevano a Caffa ("Caffarioti" o, in turco, Kefeli) furono poi deportati a Istanbul e trasferiti in questo quartiere, che prese da loro il nome di Kefe Mahallesi. I Latini, principalmente genovesi, furono autorizzati a utilizzare nel loro quartiere come chiese questo edificio e, insieme agli armeni, un altro edificio conosciuto più tardi come moschea Kefeli, che era dedicato a san Nicola. L'edificio, dedicato poi a santa Maria di Costantinopoli, fu officiato dai domenicani, che prima della conquista ottomana avevano anche un monastero nella città sul Mar Nero. Qui venne portata da Caffa una grande icona del tipo Hodegetria, che ora è conservata nel monastero domenicano dei Santi Pietro e Paolo a Galata. A causa di tutto ciò, all'inizio del XVI secolo la chiesa di Santa Maria si era trasformata nel centro di questo quartiere prevalentemente abitato da italiani, ma l'edificio cadde presto in rovina. Sotto il sultano Murad IV (r. 1623-1640) fu presa la decisione di escludere dalla città murata i cristiani che non erano sudditi ottomani e di reinsediarli a Galata e Pera.  Di conseguenza, e dopo scontri tra cristiani e musulmani, la chiesa fu chiusa nel 1636 e nel 1640 fu trasformata in una moschea dal sadrazam (gran visir) Kemankeş Mustafa Pasha († 1644). Come accennato in precedenza, solo l'icona della Hodegetria poté essere spostata con grandi difficoltà a Galata. Dopo il trasferimento dei giannizzeri sposati nel quartiere nel 1782, la moschea ottenne l'appellativo di Odalar (in turco "Oda" significa "stanza" ma anche "baracca dei giannizzeri"). In precedenza questi erano alloggiati presso le Eski Odalar ("Caserme antiche") vicino alla moschea di Şehzade, che furono distrutte nell'incendio del 1782. L'edificio decadde costantemente (verso la metà del XIX secolo la cupola era crollata) e fu gravemente danneggiato dall'incendio di Salmatomruk il 2 luglio 1919. Quando il quartiere fu ricostruito con criteri moderni, l'edificio non fu restaurato e cadde in rovina.

## Architettura
Come accennato in precedenza, diverse fasi costruttive possono essere riconosciute nell'edificio durante il periodo bizantino. La prima chiesa, eretta nel periodo bizantino di mezzo, aveva una pianta quasi quadrata (circa 11,65 mx 10 m) con tre absidi, ed era orientata verso est. Nel 1935 erano ancora visibili solo il santuario tripartito e il bema. La chiesa fu costruita su un seminterrato composto da 24 stanze a volta e da una cripta a volta con un'abside, che si suppone fosse una cappella contenente reliquie. Queste stanze avevano inizialmente un uso profano, in seguito furono usate come luogo di sepoltura e infine come cisterna.
La seconda chiesa, eretta alla fine del XII secolo, utilizzava come sottostruttura anche 16 piccole stanze del seminterrato della prima chiesa abbandonata. La muratura era fatta di pietra e mattoni, ed era costruita con la tecnica del "mattone incassato", tipico dell'architettura bizantina del periodo di mezzo. In questa tecnica, file alternate di mattoni sono montate dietro la linea del muro, e sono immerse in un letto di malta. A causa di ciò, lo spessore degli strati di malta è circa tre volte maggiore di quello degli strati di mattoni. In questo edificio, tre o quattro file di mattoni si alternano a singole file di pietre, e i mattoni sono disposti in modo da formare diversi disegni.
La seconda chiesa era di tipo a croce inscritta con una naos quasi quadrata di circa 10,5 m di larghezza: aveva quattro colonne che sostenevano la cupola attraverso pennacchi, tre absidi - quella centrale di forma poligonale - e un nartece che abbracciava l'edificio sui lati ovest e nord. La cupola, con un diametro di circa 4,4 m, era adagiata su un tamburo e adornata di affreschi. A est della naos si trovava un santuario tripartito composto da un bema fiancheggiato da una prothesis e da un diaconicon. Il pavimento della nuova chiesa era posto 3,3 m più in alto di quello della prima chiesa. L'edificio può essere descritto come una chiesa bizantina di medie dimensioni, simile alla vicina chiesa di Cristo Pantepoptes.
Da un rapporto di Pietro Demarchis, vescovo di Santorini, che visitò Istanbul nel 1622, sappiamo che a quel tempo le colonne della chiesa erano state portate via dai turchi e sostituite con pilastri di legno, e che la cupola era coperta di affreschi. Inoltre, parte dell'edificio già minacciava rovina. Subito dopo la conversione in moschea, all'edificio furono aggiunti un miḥrāb, un minbar e un minareto. Dopo l'incendio del 1919, l'edificio cadde in rovina (il tetto crollò, il minareto si era schiantato già nel 1820), ma per fortuna fu accuratamente studiato e analizzato dall'archeologo tedesco Paul Schatzmann nel 1934/1935. Secondo lo studioso greco Alexandros G. Paspates, nella parte orientale del seminterrato della moschea sgorgava una fonte d'acqua (in greco αγίασμα?, hagíasma; in turco: ayazma) dedicata a san Giovanni Battista, abbandonata da lungo tempo.

## Decorazione
Durante gli scavi del 1934-35 sono stati scoperti fino a quattro strati di malta ricoperti di affreschi su fondo blu. Nella cripta è stato trovato un affresco raffigurante una Madonna in trono con angeli. Nelle stanze del seminterrato sono stati trovati frammenti di dipinti che hanno come soggetto temi funerari. Nella chiesa inferiore sono stati scoperti due deesis, un affresco raffigurante il santo soldato san Mercurio - di tecnica ineguagliabile tra le opere bizantine note di quell'epoca - e profeti. Questi dipinti furono eseguiti nel decimo o intorno alla metà dell'undicesimo secolo, appartenendo così alla prima chiesa. Il diakonikon della seconda chiesa era adornato con affreschi raffiguranti santi e episodi della Vita della Vergine. Gli affreschi meglio conservati (tra cui quello raffigurante san Mercurio) sono stati staccati, restaurati e sono esposti al Museo archeologico di Istanbul.